# Anisonychus quadrillum
Anisonychus quadrillum es una especie de coleóptero de la familia Attelabidae.

## Distribución geográfica
Habita en Java (Indonesia).